# Laguna de los Cristales
La laguna de los Cristales es un cuerpo de agua superficial ubicada en la precordillera de los Andes, en la comuna de Rengo, Región de O'Higgins. 

## Ubicación
Se encuentra a unos 2100 msnm y es de acceso privado. La laguna está orientada al suroriente de la localidad de Las Nieves. Su desagüe origina el río Claro de Rengo que corre aguas abajo hasta juntarse con el río Cachapoal. Debe su nombre a sus características aguas cristalinas rodeadas de glaciares cordilleranos. 
Se encuentra a unos 75 km al oriente de Rengo. Su espejo de agua cubre un área de hectáreas y, según mediciones hechas por la Dirección General de Aguas del Ministerio de Obras Públicas almacena como promedio unos 8500 m³ de agua.

## Historia
Luis Risopatrón lo describe en su Diccionario Jeográfico de Chile de 1924:: 265 
Cristales (Laguna de los) 34° 27' 70° 32'. Tiene 800 m de largo de N a S, por 300 a 400 m de ancho i converjen a ella las aguas producidas por el derretimiento de las nieves del alto del mismo nombre hácia el W i de las cumbres altas que se levantan hácia el N i E; tiene una angosta salida por el S de 5 a 8 m de ancho i 100 m de largo, vadeable a caballo, por la que se precipitan las aguas i forman una cascada de 60 a 80 m de altura. Se encuentra en la parte superior del rio Claro, de Rengo, en un cajón que no presenta sendero, ni aun para mulas; al lado W se halla una antigua mina de minerales cobrizos. 2, 27, p. 379.

## Embalse
La laguna de los Cristales fue peraltada en 1976 para formar un pequeño embalse de 8,7 hectómetros cúbicos de capacidad máxima, el cual abastece de riego al valle de Rengo.